# Aero Charter
Aero Charter war eine ukrainische Fluggesellschaft mit Sitz in Kiew.

## Geschichte
Die privatrechtliche Gesellschaft Aero-Charter Airlines Ltd wurde 1997 in Kiew gegründet. Sie betreibt reinen Geschäftsflugverkehr zum Zwecke des Transportes von Personen und Fracht bei Bedarf. Ein planmäßiger Luftverkehr im Liniendienst wird nicht betrieben. Sitz der Firma ist Kiew. Geschäftsführer ist Aleksandr Bulatov.
Die Fluglinie dürfte nicht mehr aktiv sein.

## Flotte
Mit Stand Juli 2014 bestand die Flotte der Aero Charter aus zehn Flugzeugen:
- 1 Antonov AN-12B
- 1 Cessna 208B
- 3 Cessna 525B
- 5 Jakowlew Jak-40 (3 stillgelegt)